# Coupe Marcel Indekeu
La Coupe Marcel Indekeu (Schaal Marcel Indekeu) est une course cycliste belge disputée au mois de juillet à Hulshout, dans la province d'Anvers. Cette compétition fut créée en 1961. Elle rend hommage à l'ancien grand espoir du cyclisme régional Marcel Indekeu, mort dans un accident d'avion lors de son service militaire au Congo belge,.
Une épreuve pour les coureurs juniors a également été organisée.

## Palmarès
| Année | Vainqueur               | Deuxième             | Troisième               |
| ----- | ----------------------- | -------------------- | ----------------------- |
| 1961  | Julien Stevens          | Leo Sebrechts        | Leo van Ham             |
| 1962  | Theo Verschueren        | Jan Hermans          | Edward Sels             |
| 1963  | Roger Van Dael          | Roger De Wilde       | Armand Van den Bempt    |
| 1964  | Maurits Smits           | Herman Van Springel  | Jean Walschaerts        |
| 1965  | Willy Scheers           | Robert Maveau (en)   | E. Van Stayen           |
| 1966  | Alfons Cools            | Jozef Van Hout       | Raymond Steegmans       |
| 1967  | Emile Cambré            | Gilbert Gijssels     | Joseph Leys             |
| 1968  | Gustaaf Van Roosbroeck  | Frans Kerremans      | Eddy Reyniers           |
| 1969  | Gustaaf Van Roosbroeck  | Marcel Omloop        | Frans Verhaegen         |
| 1970  | Julien Knockaert        | Theo Fierens         | W. Verschueren          |
| 1971  | Louis Verreydt          | Jos Vonckx           | Willy Van Mechelen      |
| 1972  | Jos De Keersmaecker     | Jos Jacobs           | Roger Verwimp           |
| 1973  | Jos Jacobs              | Hugo Thijs           | M. Peeters              |
| 1974  | Florimond Van Hooydonck | Leo Huysmans         | Manuel Santos           |
| 1975  | Emiel Gysemans          | Théo Dockx           | Willy Vonckx            |
| 1976  | Étienne De Beule        | Daniel De Bie        | Danny Verschueren       |
| 1977  | Gery Verlinden          | Daniel De Bie        | Eddy De Bie (nl)        |
| 1978  | Ronny Naets             | Bert Van Ende        | Eddy De Meyer           |
| 1979  | Jan Bogaert             | Ludo Engelen         | Luc Rotman              |
| 1980  | Eric Gysemans           | Guido Van Eester     | Michel Mampay           |
| 1981  | Jos Liekens             | Herman Frison        | Danny Nauwelaerts       |
| 1982  | Jacques Verstappen      | Eddy De Meyer        | Patrick Toelen          |
| 1983  | Dirk Van Verre          | Benny Heylen         | Ivan Raymaekers         |
| 1984  | Benny Heylen            | Dirk Van Verre       | Gino Van Hooydonck (nl) |
| 1985  | Ludo Giesberts          | Guy Rooms            | Ludo Adriaensen         |
| 1986  | Erik Peeters            | Benny Heylen         | Jan Vervecken           |
| 1987  | Dirk Claes              | Benny Heylen         | Jan Vervecken           |
| 1988  | Daniel Van Steenbergen  | Eric Knuvers         | Jan Van Doninck         |
| 1989  | Dirk Van Laer           | Lieven Gorris        | Alain Laeremans         |
| 1990  | Wim Sels                | Wim Omloop           | André Vermeiren         |
| 1991  | Anton Tak               | Danny Hendricks      | Wim Omloop              |
| 1992  | Frank Høj               | Guy Geerinckx        | Marc Vrindts            |
| 1993  | Leith Sherwin           | Jeroen van Happen    | Eddy Marien             |
| 1994  | Werner Van Rompaey      | Eric Torfs           | Eddy Marien             |
| 1995  | Dirk Van laer           | Eddy Marien          | Lieven Gorris           |
| 1996  | Danny Dierckx           | Robby Pelgrims       | Geert Pluys             |
| 1997  | Chris Deckers           | Eric Torfs           | Eddy Marien             |
| 1998  | Ronny Van Asten         | Peter Willemsens     | Carl Roes               |
| 1999  | Bart Sneyers            | Ronny Van Asten      | Steven De Cuyper        |
| 2000  | Sébastien Rosseler      | Robby Pelgrims       | Wouter Van Mechelen     |
| 2001  | Wouter Van Mechelen     | Emile Abraham        | Gert Claes              |
| 2002  | Arno Wallaard           | Cedric Van Lommel    | Geert Ceulemans         |
| 2003  | Hamish Haynes           | Koen De Rijck        | Jaaron Poad             |
| 2004  | Erik Lievens            | Bart Vleugels        | Jurgen van Pelt         |
| 2005  | Evert Verbist           | Danny Dierckx        | Hamish Haynes           |
| 2006  | Danny Dierckx           | Koen Iwens           | Patrick Van Roosbroeck  |
| 2007  | Dejan Aistrup           | Samuel Van Nuffelen  | Koen Iwens              |
| 2008  | Adam Blythe             | Sjef De Wilde        | Kevin Peeters           |
| 2009  | Koen Heremans           | Kurt Diels           | Yves Van Gorp           |
| 2010  | Patrick Van Roosbroeck  | Jochen Vankerckhoven | Ruben Veestraeten       |
| 2011  | Stef Van Zummeren       | Sean De Bie          | Jochen Vankerckhoven    |
| 2012  | pas de course           | pas de course        | pas de course           |
| 2013  | Mathias Van der Sanden  | Rob Leemans          | Joren Segers            |
| 2014  | Kevin Peeters           | Koen Heremans        | Valentijn Lauwers       |
| 2015  | Daniel Peeters          | Arne Van Roosbroeck  | Joren Segers            |
| 2016  | Stijn De Pauw           | Yves Coolen          | Adam Lewis              |
| 2017  | Dries Verstrepen        | Tom Vermeer          | Adam Lewis              |
| 2018  | Michiel Broes           | Brent Clé            | Nick De Weerdt          |
| 2019  | Tuur Dens               | Niels Merckx         | Wesley Van Dyck         |
| 2020  | pas de course           | pas de course        | pas de course           |
| 2021  | Tuur Dens               | Daan Soete           | Stijn De Bock           |